# Lisina
La lisina è un composto chimico di formula C6H14N2O2 che in condizioni standard si presenta come un solido cristallino bianco monoidrato, inodore, dal gusto amaro.

## Caratteristiche strutturali e fisiche
La L-lisina è un L-α-amminoacido polare che fa parte della famiglia degli amminoacidi dell'aspartato insieme all'isoleucina, la metionina e la treonina. Rappresenta:
- l'isomero L della lisina;
- l'enantiomero della D-lisina;
- il tautomero dello zwitterione della L-lisina;
- la base coniugata dell'L-lisinio(+1);
- l'acido coniugato dell'L-lisinato

I codoni della molecola sono AAA e AAG. Il gruppo ε-amminico funge da sito di legame per l'idrogeno e da base generale nei processi di catalisi. A 224°C si decompone emettendo fumi tossici contenenti ossidi di azoto, mentre a 210°C si scurisce.
Il composto risulta:
- insolubile in etanolo, etere etilico, acetone, benzene,[10] comuni solventi neutri[9]
- altamente solubile in acqua[9]

| N. di atomi pesanti                          | 10                                               |
| N. di donatori di legami a idrogeno          | 3                                                |
| N. di accettori di legami a idrogeno         | 4                                                |
| N. di legami ruotabili                       | 5                                                |
| N. di elementi stereogenici atomici definiti | 1                                                |
| Massa monoisotopica                          | 146,105527694 u                                  |
| Superficie polare                            | 89,3 Å²                                          |
| Affinità protonica                           | 996 kJ/mol                                       |
| Basicità del gas                             | 951 kJ/mol                                       |
| Energia di ionizzazione                      | 8,6 eV                                           |
| Potere rotatorio specifico                   | + 14,6 a 20 °C + 25,9 a 23 °C                    |
| Sezione d'urto                               | 130,7 Å² [M+H]+ 133,7 Å² [M-H]- 135,5 Å² [M+Na]+ |

| Pressione di vapore | 5,28 x10+9 mm Hg a 25 °C |
| ΔfH°solido          | - 678,7 ± 1,5 kJ/mol     |

| ΔrH° | 1.416 ± 7,1 kJ/mol |
| ΔrG° | 1.383 ± 13 kJ/mol  |

## Abbondanza e disponibilità
Negli esseri umani è un amminoacido essenziale, cioè va assunta tramite l'alimentazione dato che l'organismo non è in grado di sintetizzarla. La lisina è presente soprattutto nella carne (carne rossa, maiale, pollame), nel formaggio, nei semi di amaranto, nel latte, nelle uova, in alcuni pesci (merluzzo e sardine), nella soia, nei suoi derivati e nei legumi in generale. È scarsamente presente nei cereali, ad eccezione del grano saraceno nel quale si trova in percentuali maggiori rispetto agli altri cereali e all'uovo, con valori che vanno dal 4 al 20% a seconda delle cultivar e delle condizioni ambientali.
| Nome comune       | Concentrazione (ppm) | Parte della pianta |
| ----------------- | -------------------- | ------------------ |
| C. foetidissima   | 10.130 - 33.000      | seme               |
| Crescione d'acqua | 1.340 - 26.800       | erba               |
| Soia              | 24.290 - 26.560      | seme               |
| Carrubo           | 26.320               | seme               |
| Fagiolo nero      | 2.390 - 25.700       | germoglio          |
| M. olifera        | 5.370 - 25.165       | germoglio          |
| Lenticchie        | 7.120 - 23.735       | germoglio          |
| Fagiolo di Goa    | 21.360 - 23.304      | seme               |
| Farinello         | 3.540 - 22.550       | seme               |
| Lupino bianco     | 19.330 - 21.585      | seme               |
| N. sativa         | 16.200 - 20.700      | seme               |
| Spinaci           | 1.740 - 20.664       | pianta             |
| M. pruriens       | 9.700 - 20.564       | seme               |
| Acacia farnesiana | 3.760 - 20.170       | foglia             |
| Piselli           | 2.020 - 19.980       | frutto             |
| Zucca             | 18.330 - 19.693      | seme               |
| Fave              | 3.660 - 19.265       | seme               |
| Cavolo cinese     | 890 - 19.019         | foglia             |
| Fagiolo di Lima   | 4.520 - 19.010       | seme               |
| Prezzemolo        | 2.190 - 18.724       | pianta             |
| Asparagi          | 1.450 - 18.710       | germoglio          |
| Fieno greco       | 15.310 - 18.525      | seme               |
| Fagiolo mungo     | 16.640 - 18.296      | seme               |
| L. purpureus      | 190 - 18.000         | seme               |
| Grano             | 15.000 - 18.000      | pianta             |
| Fagiolo asparago  | 16.460 - 17.975      | seme               |
| C. olitorius      | 1.540 - 17.825       | foglia             |
| Fagiolo azuki     | 14.970 - 17.294      | seme               |

| Fascia d'eta         | mg/kg/giorno |
| Bambini (3-6 mesi)   | 97           |
| Bambini (7-12 mesi)  | 89           |
| Bambini (1-3 anni)   | 58           |
| Bambini (4-8 anni)   | 46           |
| Bambini (9-13 anni)  | 46           |
| Bambine (9-13 anni)  | 43           |
| Bambini (14-18 anni) | 43           |
| Bambine (14-18 anni) | 40           |
| Adulti               | 8.000        |

## Sintesi del composto
La lisina, come altri amminoacidi, è prodotta mediante fermentazione mediante l'utilizzo di stipiti batterici eterotrofi come E. coli e C. glutamicum. Il C. glutamicum è stato ingegnerizzato per produrre lisina con una resa di 0,31 g di lisina per grammo di zucchero. Viene isolata da proteine idrolizzate e durante la sintesi del caprolattame.

## Reattività e caratteristiche chimiche
Le modificazioni post-traduzionali più comuni includono la metilazione del gruppo ε-amminico, che porta alla formazione di metil-lisina, dimetil-lisina e trimetil-lisina. Quest'ultima è presente nella calmodulina. Altre modificazioni post-traduzionali includono:
- l'acetilazione, che può influenzare la funzione delle proteine;
- l'idrossilazione, che avviene nel collagene grazie all'enzima lisilidrossilasi;
- l'O-glicosilazione dei residui di lisina nel reticolo endoplasmatico o nell'apparato di Golgi, utilizzata per marcare alcune proteine destinate alla secrezione cellulare.

La deaminazione ossidativa o la transaminazione della L-lisina produce acido α-cheto-ε-aminocaproico, mentre la decarbossilazione produce cadaverina.

### Spettri analitici
- 1D NMR[7]
- 1H NMR[28]
- 13C NMR[7]
- 1H-1H NMR
- 1H-13C NMR[28]
- MS[29]
- GC-MS
- MS-MS[28]
- LC-MS[30]
- IR[7]
- FTIR[31]
- ATR-IR[32]
- Raman[33]

### Metodi analitici
- Metodo AOAC 960.47
- Metodo AOAC 994.12
- Metodo AOAC 975.44
- Metodo AOAC 999.13[7]
- Metodo nanometrico[34]
- Metodo colorimetrico[35]
- Metodo enzimatico[36]

## Biochimica
La lisina è un amminoacido essenziale coinvolto in numerosi processi biologici, tra cui l'affinità dei recettori, i punti di clivaggio delle proteasi, la ritenzione del reticolo endoplasmatico, la struttura e la funzione nucleare, l'elasticità muscolare e la chelazione dei metalli pesanti. La L-lisina infatti:
- facilita l'assorbimento di calcio a livello del piccolo intestino;[23]
- insieme alla vitamina C, forma la L-carnitina, coinvolta nell'ossidazione degli acidi grassi;[38]
- nella forma idrossilata:[6]
  - grazie all'intervento della vitamina C, rientra nella composizione del collagene,
  - favorisce la formazione di anticorpi, ormoni (es. ormone della crescita) ed enzimi;
- è necessaria allo sviluppo e alla fissazione del calcio nella ossa;[23]
- è il precursore della niacina, meglio conosciuta anche come vitamina B3 o PP;[39]
- è uno dei componenti della cheratina;[40]

La lisina è un metabolita della lisdexamfetamina.

### Biosintesi
I precursori e i metaboliti di questa famiglia di amminoacidi sono interconnessi con diverse parti del metabolismo centrale e sono regolati in modo omeostatico da diversi meccanismi trascrizionali e/o post-traduzionali. Nei cianobatteri, la reazione anaplerotica della fosfoenolpiruvato carbossilasi (PEPC) combina PEP con HCO3− per generare ossaloacetato. L’ossaloacetato, parte del ciclo di Krebs modificato dei cianobatteri, viene poi convertito in L-aspartato dall'aspartato aminotransferasi, entrando così nella via biosintetica della lisina. Livelli elevati di L-aspartato inibiscono l'attività della PEPC.
L-aspartato viene ulteriormente trasformato in L-aspartil-fosfato dall'aspartato chinasi (AK), un enzima regolato negativamente dalla lisina e dalla treonina. Successivamente, l’aspartil-fosfato diventa L-aspartato semialdeide, che può essere convertito in L-omoserina oppure in L-2,3 diidropicolinato tramite la diidrodipicolinato sintasi (DHDPS), un enzima anch’esso soggetto a regolazione da parte della lisina e della treonina.
La variante della via biosintetica della lisina nelle piante e nei cianobatteri è unica poiché utilizza la L,L-diaminopimelato aminotransferasi per convertire il tetraidrodipicolinato in L,L-diaminopimelato, invece delle vie deidrogenasi, acetilasi e succinilasi presenti in altri organismi. Da qui, avvengono reazioni di epimerizzazione e decarbossilazione per produrre L-lisina, che viene infine escreta tramite il trasportatore LysE in C. glutamicum, mentre un trasportatore corrispondente non è stato identificato nella specie Synechococcus PCC 7002.

### Patologie
Sono note diverse anomalie congenite del metabolismo della lisina. La maggior parte è caratterizzata da disabilità intellettiva con occasionali sintomi variabili, come assenza di caratteri sessuali secondari, testicoli ritenuti, struttura facciale anomala, anemia, obesità, ingrossamento del fegato e della milza e squilibrio dei muscoli oculari. Livelli cronicamente elevati di lisina sono associati ad almeno 5 errori congeniti del metabolismo, ossia:
- aciduria D-2-idrossiglutarica,
- iperlisinemia familiare I,
- iperlisinemia II,
- deficit di piruvato carbossilasi,
- saccaropinuria.

Sebbene le diete ricche di proteine causino una perdita significativa di calcio nelle urine, anche la carenza di lisina porta a una simile perdita. La carenza di lisina potrebbe inoltre provocare immunodeficienza. Il fabbisogno di questo amminoacido aumenta probabilmente in situazioni di stress. La carenza di lisina può inoltre provocare stanchezza, mancanza di concentrazione, irritabilità, arrossamento degli occhi, ritardi nello sviluppo, perdita di capelli e sterilità.
Bassi livelli di lisina sono stati riscontrati in pazienti con Parkinson, ipotiroidismo, malattie renali, asma e depressione. Il significato preciso di questi livelli è ancora poco chiaro, ma la terapia con lisina può normalizzarli ed è stata associata a miglioramenti in alcuni pazienti affetti da queste condizioni. Livelli anormalmente elevati di idrossilisina sono stati rilevati in quasi tutte le malattie degenerative croniche e nella terapia con coumadin.

## Farmacologia e tossicologia

### Farmacocinetica
Viene assorbita dal lume intestinale negli enterociti mediante trasporto attivo. Il metabolismo della lisina, di tipo epatico, dipende da diversi nutrienti, tra cui niacina, vitamina B6, riboflavina, vitamina C, acido glutammico e ferro. Un eccesso di arginina può contrastare l'azione della lisina.

### Farmacodinamica
Il suo meccanismo d'azione si basa sulla competizione con l'arginina, un amminoacido essenziale per la replicazione virale. La lisina riduce la crescita dell'HSV impedendo l'assorbimento dell'arginina nelle cellule.

### Effetti del composto e usi clinici
Viene utilizzato negli integratori alimentari. La lisina potrebbe anche essere un utile complemento nel trattamento dell'osteoporosi. La terapia con lisina potrebbe essere efficace perché riduce le perdite di calcio nelle urine. La lisina è particolarmente utile nella terapia del marasma e dell'herpes simplex. Impedisce la crescita dell'herpes simplex in coltura e ha contribuito a ridurre il numero e la ricorrenza delle lesioni erpetiche negli studi clinici.
Il dosaggio non è stato studiato in modo approfondito, ma gli effetti benefici si manifestano con dosi comprese tra 100 mg e 4 g al giorno. Dosi più elevate potrebbero essere anch'esse utili, e non sono stati segnalati casi di tossicità fino a 8 g al giorno. Diete ricche di lisina e povere di arginina possono essere efficaci nella prevenzione e nel trattamento dell'herpes.
È stata inoltre impiegata per il trattamento del dolore, delle ulcere aftose, degli attacchi di emicrania, dell'artrite reumatoide e della dipendenza da oppiacei. Molte formulazioni per il culturismo contengono lisina per favorire la riparazione muscolare.
Metaboliti della lisina, come l'acido aminocaproico e la carnitina, hanno già mostrato il loro potenziale terapeutico. Sono stati utilizzati 30 g al giorno di acido aminocaproico come dose iniziale nel trattamento dei disturbi della coagulazione del sangue, il che suggerisce che le dosi adeguate di lisina, suo precursore, non siano ancora state sfruttate in medicina.

### Controindicazioni ed effetti collaterali
L'assunzione di lisina è sconsigliata nei pazienti affetti da malattie renali o epatiche. Reazioni avverse del composto sono:
- disfunzione renale
- insufficienza renale

### Tossicologia
La tossicità della lisina non è stata osservata con dosi orali negli esseri umani. Le dosi attuali di lisina sono troppo basse e potrebbero non raggiungere concentrazioni sufficienti. L'assunzione acuta di livelli elevati di lisina interferisce con il metabolismo delle proteine alimentari e compete con il trasporto dell'arginina, suggerendo che gli effetti avversi derivanti da alti livelli di lisina siano più probabili se l'apporto proteico o l'assunzione alimentare di arginina è basso.
La somministrazione endovenosa di L-lisina (da 16,5 a 41,3 g/giorno nei giovani uomini) ha dimostrato di inibire il riassorbimento delle proteine nei tubuli renali. Un aumento dei lipidi totali epatici, dei triacilgliceroli e delle concentrazioni di colesterolo è stato osservato nei ratti alimentati con il 5% di L-lisina e il 15% di caseina per 2 settimane, un effetto che può essere invertito somministrando arginina.

## Applicazioni
La lisina viene utilizzata:
- come additivo alimentare nei mangimi per animali[48]
- nei cosmetici[49]
- come antistatico
- come additivo reologico
- nei prodotti per capelli[50]
- come aromatizzante[51]
- come solvente
- negli sgrassatori[52]